# No More Tears (canción)
"No More Tears" es la quinta canción del álbum de 1991 del cantante Ozzy Osbourne. Con una duración de 7:23, es la canción como solitario más larga que Osbourne ha grabado en un álbum de estudio. Alcanzó el puesto número 10 en el U.S. en el Mainstream Rock Tracks y el 71 en el Billboard Hot 100. Ozzy considera a esta canción como "un regalo de Dios", como se indica en su folleto que viene con su set de 4 discos Prince of Darkness.
La canción fue regrabada por el guitarrista Zakk Wylde como una pista adicional en la segunda reedición del álbum de Black Label Society, Sonic Brew, así como en su E.P. promocional llamado el No More Tears Sampler. El solo de guitarra ejecutado por Zakk Wylde figura en el puesto 51 de los 100 mejores solos de guitarra.
Una edición corta de esta canción puede ser escuchada en la compilación de 2 discos de Ozzy Osbourne, The Ozzman Cometh.
Esta canción también es reproducida en la película de Adam Sandler Little Nicky. En la escena de la batalla final donde Ozzy aparece, "No More Tears" puede ser escuchada de fondo.

## Tema
En el folleto remasterizado del 2002 para el álbum "No More Tears", Osbourne declaró que la canción habla sobre un asesino en serie.

## Personal
- Ozzy Osbourne - Voces
- Zakk Wylde - Guitarra
- Mike Inez - Bajo
- John Sinclair - Teclados
- Randy Castillo - Batería

## Trivia
Dos vídeos musicales fueron hechos para la canción: en uno destaca una versión corta de la canción, mientras que el otro tiene la versión completa del álbum. La versión más larga contiene las mismas imágenes que la versión corta, pero con cerca de un minuto y medio agregado a la duración de la canción.